# Tomislav Bušić
Tomislav Bušić (Imotski, 2. veljače 1986.) hrvatski je nogometaš koji trenutačno nastupa za Kaštel Gomilicu.
Podrijetlom je iz BiH, živio u okolici Imotskog, a kao mlad igrao je u Vinjanima. Nakon Vinjana ostvaruje transfer u NK Mladost iz Prološca. Uspješna sezona u Mladosti privukla je pozornost skauta većih klubova. Kao 13-godišnjaka zapazili su ga Hajdukovi skauti Vilson Džoni i Dražen Mužinić. Od tada je igrao u omladinskom pogonu splitskog kluba, gdje je imao vrlo zapažene rezultate, a pri odabiru sljedećeg kluba birao je između Hajduka i Dinama. Zanimljivo je da je uvijek igrao na poziciji centarfora i nikad ni na jednoj drugoj. Isticao se sjajom snalažljivošću i postavljanjem, te osjećajem za gol, a najveća mu je boljka brzina. Uzor mu je nizozemski napadač Ruud van Nistelrooij.
Nakon jedne šampionske sezone u juniorima prebačen je u seniorsku momčad Hajduka pod vodstvom Blaža Sliškovića, nakon velikog Hajdukova neuspjeha u Ligi prvaka protiv Shelbournea. Već na svojoj drugoj utakmici protiv Kamen Ingrada bio je dvostruki strijelac. Nakon što je ušao u prvu momčad Hajduka pod vodstvom munjevito je napredovao te postao najmlađi igrač koji je riješio vječni derbi Hajduka i Dinama (zabivši gol u 89. minuti za 1:0 na Poljudu). U sezoni 2004./05. postiže 11 pogodaka za svoj klub.
Sljedeće sezone zabio je tek 4 prvenstvena gola zbog učestalih ozljeda, pogotovo ozljede stopala zbog koje je pauzirao praktički cijeli drugi dio sezone.
Narednu je sezonu otvorio pogotkom u 1. kolu, te s 2 pogotka u prijateljskoj utakmici mlade reprezetacije protiv BiH nagovijestio povratak u formu. Nakon toga uslijedio je lagani pad, također ga je i izbornik mlade reprezentacije Dražen Ladić prestao zvati, no, sve do pred kraj jesenskog dijela sezone kada se dobrim igrama učvrstio u prvih 11 i počeo postizati pogotke. U međuvremenu ga je na zub uzela istočna tribina poljudskog stadiona, no, ubrzo je došlo do pomirbe. Pratili su ga nizozemski prvoligaši Vitesse Arnhem i Willem II, ali je ostao u Hajduku do daljnjega, te vrlo dobrim igrama držao mjesto prvotimca koje mu je izmaklo tek radi ponavljanja relativno čestih ozljeda.
Na ljeto 2007. potpisao je novi ugovor, te na jednu godinu otišao na posudbu u ukrajinskog prvaka Dinama Kijev u zamjenu za posudbu Florina Cernata u Hajduk. Tamo stagnira, zaigravši tek dva puta za rezervnu postavu kluba, te na zimu raskida ugovor i vraća se u matični klub. Polusezonu nakon povratka ulazi uglavnom s klupe i ne bilježi niti jedan pogodak. 

Ni naredne sezone nije se uspio vratiti u nekdašnju formu, potvrdivši pogrešku odlaska u Kijev. Ulazi rijetko u igru, a na njegovoj poziciji prednost dobivaju Nikola Kalinić, Senijad Ibričić i Mirko Oremuš. 
Statistika u Hajduku
| Natjecanje        | Nastupi | Zgoditci |
| ----------------- | ------- | -------- |
| Prvenstvo         | 86      | 30       |
| Kup               | 18      | 4        |
| Superkup          | 1       | 0        |
| Međunarodne       | 3       | 1        |
| Splitski podsavez | 0       | 0        |
| Ukupno            | 108     | 35       |
| Prijateljske      | 70      | 13       |
| Sveukupno         | 178     | 48       |

Prva mu je službena utakmica protiv Međimurja 8. kolovoza 2004.

## Vanjske poveznice
- Profil na Transfermarktu
- Profil na Soccerwayu